# BBC Entertainment
BBC Entertainment a fost un canal de televiziune⁠(d) internațional care difuza comedie, dramă, divertisment, reality⁠(d) și programe pentru copii (numai în unele regiuni) de la BBC, Channel 4⁠(d) și alte case de producție din Marea Britanie. Canalul a difuzat versiuni regionale pentru a se potrivi cerințelor locale și a înlocuit BBC Prime⁠(d) într-o lansare treptată din 2006 până în 2009. A fost deținut în totalitate de BBC Studios. În România, canalul s-a lansat pe data de 1 decembrie 2012, și și-a încetat emisia începând cu data de 1 ianuarie 2016.

## Istoria canalului
În România, RCS RDS a anunțat, într-un comunicat remis marți, faptul că a lansat pe data de 1 decembrie 2012 postul de televiziune BBC Entertainment, oferind astfel cele mai bune comedii și drame englezești ale BBC și al posturilor independente britanice principale. Programele includ o emisiune nouă și exclusivă, dar și drame care au primit nominalizări inclusiv comedii.
BBC Entertainment și-a încetat emisia în România, începând cu 1 ianuarie 2016, potrivit unui comunicat al BBC Worldwide Channels, compania prin care British Broadcasting Corporation (BBC) își desfășoară operațiunile comerciale la nivel internațional. BBC Entertainment continua să emită chiar și după 1 ianuarie, încetând emisia abia luni seara. După închiderea acestui canal, corporația britanică de media va continua să fie prezentă în România atât prin intermediul BBC Earth (care a înlocuit BBC Knowledge) și BBC World News, dar și prin intermediul programelor sale care sunt achiziționate și difuzate de alte televiziuni care emit pe piața audiovizualului românesc.

## Exemple de programe difuzate de BBC Entertainment
- A Question of Sport
- Absolutely Fabulous
- Casualty
- Coast
- Bargain Hunt
- Doctor Who
- Lark Rise to Candleford
- Live at the Apollo
- Would I Lie to You?
- Top Gear
- Strictly Come Dancing
- Still Open All Hours
- Masterchef (UK)
- EastEnders
- Grandpa in My Pocket
- The Graham Norton Show
- Humf
- Ty's Great British Adventure
- The Voice UK
- Weakest Link
- The Secret Millionaire
- Come Dine with Me